# 德里克·桑基
德里克·桑基（英語：Derek Sankey，1948年12月17日—），加拿大男子篮球运动员。他曾代表加拿大获得1976年夏季奥运会男子篮球比赛第四名。他也参加了1970年世界篮球锦标赛。